# Hans Sydow
Hans Sydow (ur. 29 stycznia 1879 w Berlinie, zm. 6 czerwca 1946 tamże) – niemiecki mykolog.

## Życiorys
Był synem mykologa Paula Sydowa (1851–1925). W latach 1904–1937 Hans Sydow pracował jako finansista w Dresdener Banku w Berlinie. Założył czasopismo naukowe Annales Mycologici i był jego redaktorem naczelnym. Dla uczczenia Sydowa nazwę tego czasopisma po jego śmierci zmieniono na Sydowia.
Hans Sydow publikował prace z zakresu mykologii. Wraz z ojcem opublikował liczącą ponad 1000 stron monografię rodzaju Puccinia. Rękopis do drugiego wydania tego dzieła, oraz zbiór eksykatów Sydova spłonęły w Berlinie w 1943 r.
W naukowych nazwach utworzonych przez niego taksonów dodawany jest skrót jego nazwisko Syd.

## Wybrane publikacje
1. Hans Sydow, Paul Sydow, Monographia Uredinearum seu specierum omnium ad hune usque diem descriptio et adumbratio systematica, Borntraeger, Leipzig
2. Hans Sydow, Paul Sydow, Monographia uredinearum (= Bibliotheca mycologica. Band 33), Borntraeger, Leipzig
3. Franz Petrak, Hans Sydow,  Die Gattungen der Pyrenomyzeten, Sphaeropsideen und Melanconieen, Koeltz, Königstein
4. Ferdinand Theissen, Hans Sydow,  Die Dotnideales, Annales mycologici, vol. 13, s. 147–746. Friedländer & Sohn, Berlin 1915
5. Hans Sydow, Novae fungorum species,  Annales mycologici, vol. 36, nr. 2/3, s. 56–197, Friedländer, Berlin 1938
6. Hans Sydow, Fungi aequatorienses, Annales mycologici, vol. 37, nr. 4/5, s. 275–438. Friedländer, Berlin 1939
7. Hans Sydow, Mycotheca Germanica Fasc. VII: 301-350, Annales Mycologici, 1905, 3: 231–234
8. Hans Sydow, Fungi orientalis Caucasici novi, Вестник Тифлисского Ботанического Сада, 1913, 26: 5–6